# مینامورا، نیو ساوت ولز
مینامورا (به انگلیسی: Minnamurra) یک حومه شهر در استرالیا است که در نیو ساوت ولز واقع شده‌است.